# Liste der Klassischen Philologen an der Karl-Ferdinands-Universität
Die Klassischen Philologen an der Karl-Ferdinands-Universität in Prag vertraten die Fächer der Altertumswissenschaft, besonders Latinistik und Gräzistik.

## Geschichte
Die Karl-Ferdinands-Universität zu Prag ist die älteste Hochschule, die im deutschsprachigen Raum gegründet wurde. Der Professor der Ästhetik und klassischen Literatur vertrat die Altertumskunde, aber die Professur war bis Mitte des 19. Jahrhunderts von Ästheten und Literaten, nicht von Altertumswissenschaftlern im modernen Sinne besetzt.
Dies änderte sich durch die Reform des österreichischen Bildungswesens im Jahr 1848. Im Zuge dessen wurde ein philologisches Seminar zur Bildung der Gymnasiallehrer gegründet und die Professur der klassischen Literatur Georg Curtius besetzt, der in Bonn und Berlin studiert hatte. In der folgenden Zeit kamen zu dieser Professur zwei weitere Lehrstühle hinzu.
Nach der Annexion Tschechiens durch das Deutsche Reich im Jahr 1939 wurden fast alle bisherigen Dozenten und Professoren entlassen und deportiert (die sogenannte Sonderaktion Prag). Ihre deutschen Nachfolger wirkten noch bis zum Kriegsende an der Universität. Nach der Besetzung Tschechiens durch die Rote Armee 1945 wurde das Institut für Klassische Philologie zusammen mit der Deutschen Universität Prag geschlossen.
Angegeben sind in der ersten Spalte der Name der Person und ihre Lebensdaten, in der zweiten Spalte wird der Eintritt in die Universität angegeben, in der dritten Spalte das Ausscheiden. Spalte vier nennt die höchste an der Deutschen Universität Prag erreichte Position. An anderen Universitäten kann der entsprechende Dozent eine noch weitergehende wissenschaftliche Karriere gemacht haben. Die nächste Spalte nennt Besonderheiten, den Werdegang oder andere Angaben in Bezug auf die Universität oder das Seminar. In der letzten Spalte stehen Bilder der Dozenten, sofern welche vorhanden sind.

## Liste der Klassischen Philologen
| Wissenschaftler                     | von  | bis  | Funktionen      | Bemerkungen | Bild |  |
| ----------------------------------- | ---- | ---- | --------------- | --- | ---- |  |
| August Gottlieb Meißner (1753–1807) | 1785 | 1805 | Ordinarius      | Professor der Ästhetik und klassischen Literatur; Schriftsteller; wechselte an das Gymnasium zu Fulda |      |  |
| Karl Agnel Schneider (1766–1835)    | 1805 | 1806 | Vertretung      | Jurist in Prag, Schriftsteller und Dichter; Vertretung der Professur für Ästhetik und der klassischen Literatur; später Justizdirektor des Grafen Colloredo-Wallsee                                                                         |      |  |
| Joseph Georg Meinert (1773–1844)    | 1806 | 1811 | Ordinarius      | ursprünglich Gymnasiallehrer; Supplent der Ästhetik und der klassischen Literatur, später Professor der Ästhetik, Geschichte der Künste und Wissenschaften sowie der Philosophie                                                            |      |  |
| Alois Klar (1763–1833)              | 1806 | 1831 | Ordinarius      | Professor der griechischen Philologie und der klassischen Literatur |      |  |
| Johann Heinrich Dambeck (1774–1820) | 1812 | 1820 | Ordinarius      | Schüler Meißners, Schriftsteller, Übersetzer aus dem Englischen und Italienischen; Professor der Ästhetik, Geschichte der Künste und Wissenschaften sowie der Philosophie                                                                   |      |  |
| Anton Müller (1792–1843)            | 1826 | 1842 | Ordinarius      | Professor der Ästhetik und klassischen Literatur; Schriftsteller und Lieddichter |      |  |
| Josef Wessely                       | 1843 | 1844 | Vertretung      | |      |  |
| Michael von Canaval (1798–1868)     | 1845 | 1848 | Ordinarius      | Professor der Ästhetik und klassischen Literatur; Schriftsteller |      |  |
| Georg Curtius (1820–1885)           | 1849 | 1854 | Ordinarius      | Professor der Klassischen Literatur, Vorreiter der griechischen Sprachforschung (Griechische Schulgrammatik, 1852), hielt Vorlesungen über vergleichende Formenlehre; 1851 Ordinarius; wechselte 1854 nach Kiel, 1861 nach Leipzig          |      |  |
| Georg Bippart (1816–1892)           | 1852 | 1883 | Extraordinarius | Pindar- und Horaz-Forscher |      |  |
| Ludwig Lange (1825–1885)            | 1855 | 1859 | Ordinarius      | Nachfolger Curtius’, Sprachwissenschaftler und Historiker, hielt Vorlesungen über vergleichende Syntax; wechselte als Ordinarius nach Gießen                                                                                                |      |  |
| Franz Hochegger (1815–1875)         | 1859 | 1860 | Ordinarius      | Nachfolger Langes, trieb die Gymnasialreform voran; 1860 Direktor des Akademischen Gymnasiums in Wien |      |  |
| Alfred Ludwig (1832–1912)           | 1860 | 1871 | Extraordinarius | Nachfolger Hocheggers, Sprachforscher, Begründer der Indologie in Österreich; Professor für Klassische Philologie und Vergleichende Sprachenkunde, ab 1871 ausschließlich für Vergleichende Sprachwissenschaft                              |      |  |
| Jan Kvíčala (1834–1908)             | 1861 | 1882 | Ordinarius      | Prager Curtius-Schüler, erster Professor tschechischer Nation; 1861 als Inhaber einer dritten (außerordentlichen) Professur berufen, 1867 zum Ordinarius ernannt; ging bei der Teilung der Universität 1882 an die Tschechische Universität |      |  |
| Gustav Linker (1827–1881)           | 1871 | 1881 | Ordinarius      | Nachfolger Ludwigs; Sallust- und Cicero-Forscher |      |  |
| Otto Keller (1838–1927)             | 1881 | 1909 | Ordinarius      | Nachfolger Linkers, Historiker und Philologe, forschte zur Metrik und Naturwissenschaft der Römer; 1909 emeritiert |      |  |
| Carl von Holzinger (1849–1935)      | 1883 | 1921 | Ordinarius      | Nachfolger Bipparts, nicht habilitiert; zunächst Extraordinarius, 1887 Ordinarius; Aristophanes-Forscher |      |  |
| Alois Rzach (1850–1935)             | 1876 | 1923 | Ordinarius      | Nachfolger Kvíčalas; zunächst Privatdozent, 1883 auf Wirken Kellers und Holzingers Extraordinarius, 1887 Ordinarius, 1923 emeritiert, weitere Lehrtätigkeit als Honorarprofessor; Hesiod-, Epen- und Orakelforscher                         |      |  |
| Siegfried Reiter (1863–1943)        | 1901 | 1938 | Ordinarius      | 1901 in Prag habilitiert, 1913 Extraordinarius, 1922 Nachfolger Holzingers, 1933 emeritiert; Spezialist für hellenistische und christliche Autoren                                                                                          |      |  |
| Otto Plasberg (1869–1924)           | 1909 | 1911 | Ordinarius      | Nachfolger Kellers, Cicero-Forscher; wechselte 1911 nach Straßburg |      |  |
| Alfred Klotz (1874–1956)            | 1911 | 1920 | Ordinarius      | Nachfolger Plasbergs, Spezialist zur römischen Prosaliteratur; wechselte nach Erlangen |      |  |
| Theodor Hopfner (1886–1946)         | 1919 | 1945 | Ordinarius      | 1919 Privatdozent, 1923 als Extraordinarius Nachfolger Rzachs, 1928 Ordinarius; Religionswissenschaftler und Orientalist |      |  |
| Edgar Martini (1871–1932)           | 1922 | 1932 | Ordinarius      | Nachfolger Klotz’; Textkritiker und Photios-Forscher |      |  |
| Maximilian Adler (1884–1944)        | 1933 | 1939 | Extraordinarius | Lehrstuhlvertreter nach Martinis Tod, 1937 Extraordinarius; 1939 entlassen, 1942 nach Theresienstadt deportiert, 1944 in Auschwitz ermordet; Spezialist zur griechischen Philosophie (besonders der Stoa)                                   |      |  |
| Artur Biedl (1904–1950)             | 1931 | 1938 | Assistent       | Spezialist zur römischen Geschichtsschreibung, hielt Lehrveranstaltungen über griechische und römische Themen ab, ging 1938 als Gymnasiallehrer nach Teplitz                                                                                |      |  |
| Anton Blaschka (1892–1970)          | 1939 | 1944 | Privatdozent    | Mittellateiner, 1939 zur Unterstützung von Hopfner eingestellt; 1944 zur Wehrmacht eingezogen |      |  |
| Viktor Stegemann (1902–1948)        | 1940 | 1945 | Ordinarius      | Nachfolger Reiters, Religionswissenschaftler; floh 1945 nach München |      |  |
| Viktor Pöschl (1910–1997)           | 1940 | 1942 | Privatdozent    | Latinist; 1942 zur Wehrmacht eingezogen, ab 1948 an der Universität Graz |      |  |

Erster Lehrstuhl (Ordinariat):
- 1849–1854: Georg Curtius
- 1855–1859: Ludwig Lange
- 1859–1860: Franz Hochegger
- 1860–1871: Alfred Ludwig (Extraordinarius)
- 1871–1881: Gustav Linker
- 1881–1909: Otto Keller
- 1909–1911: Otto Plasberg
- 1911–1920: Alfred Klotz
- 1922–1932: Edgar Martini
- 1933–1939: Maximilian Adler (Lehrstuhlvertreter)

Zweiter Lehrstuhl (Extraordinariat, später Ordinariat):
- 1852–1883: Georg Bippart
- 1883–1921: Carl Holzinger (1887 Ordinarius)
- 1922–1933: Siegfried Reiter (Ordinarius)
- 1943–1945: Viktor Stegemann (Ordinarius)

Dritter Lehrstuhl (Extraordinariat, später Ordinariat):
- 1861–1882: Jan Kvíčala (1867 Ordinarius)
- 1883–1923: Alois Rzach (1887 Ordinarius)
- 1923–1945: Theodor Hopfner (1928 Ordinarius)